# Magyarország az 1984-es fedett pályás atlétikai Európa-bajnokságon
Magyarország a svédországi Göteborgban megrendezett 1984-es fedett pályás atlétikai Európa-bajnokság egyik részt vevő nemzete volt. Az ország a versenyen 2 sportolóval képviseltette magát.

## Érmesek
| Érem  | Versenyző    | Versenyszám | Dátum      |
| ----- | ------------ | ----------- | ---------- |
| Ezüst | Bakos György | 60 m gát    | március 4. |
| Bronz | Bakosi Béla  | Hármasugrás | március 3. |

## Eredmények

### Férfi
| Versenyző    | Versenyszám | Előfutam | Előfutam | Előfutam | Elődöntő | Elődöntő | Elődöntő | Döntő | Döntő    |
| Versenyző    | Versenyszám | Idő      | Hely.    | Össz.    | Idő      | Hely.    | Össz.    | Idő   | Helyezés |
| ------------ | ----------- | -------- | -------- | -------- | -------- | -------- | -------- | ----- | -------- |
| Bakos György | 60 m gát    | 7,79     | 1.       | 2.       |          |          |          | 7,75  |          |

| Versenyző   | Versenyszám | Selejtező | Selejtező | Döntő    | Döntő    |
| Versenyző   | Versenyszám | Eredmény  | Helyezés  | Eredmény | Helyezés |
| ----------- | ----------- | --------- | --------- | -------- | -------- |
| Bakosi Béla | Hármasugrás |           |           | 17,15 m  |          |